# Антони Давидов
Антони Давидов е състезател в столичния ABC Fight Club с главен инструктор и треньор Красимир Гергинов (VII дан). Антони Давидов е европейски шампион по таекуон-до ITF, европейски и световен вицешампион по таекуон-до и кик бокс.

## Биография и дейност
Антони Давидов е роден на 3 юли 1989 г. в София. Тренира таекуон-до и кик бокс. Защитава трети дан в таекуон-до пред корейския майстор Ким Унг Чол през 2012 г.. Още с дебюта си на Европейско първенство в София през 2012 г. става шампион с българския отбор в дисциплината Power Team Sparring .

През 2014 г. дебютира на Европейско първенство по кик бокс и печели сребърен медал.

## Спортни успехи

### Европейско първенство кик бокс WAKO, Словения, 2014 г.
- Европейски вицешампион мъже до 94 кг.

### Европейско първенство по таекуон-до, Беларус, 2014 г.
- Бронзов медал спаринг мъже +85 кг.

### Световно първенство по таекуон-до, България, 2013 г.
- Световен вицешампион спаринг мъже +85 кг.
- Бронзов медал отборно спаринг мъже

### Европейско първенство по таекуон-до, Словения, 2013 г.
- Европейски вицешампион Power team sparring

- Бронзов медал отборно силов тест мъже

### Европейско първенство по таекуон-до, България, 2012 г.
- Европейски шампион Power team sparring
- Бронзов медал отборно форма мъже